# Paul King (musicien)
Pour les articles homonymes, voir Paul King et King.
Paul King, né à Galway (Irlande) le 20 novembre 1960, est un musicien, présentateur et producteur anglais.
Il était le leader du groupe King (en), qui a connu un succès aussi rapide que bref au milieu des années 1980.

## Biographie
Abandonné à la naissance, Paul King grandit à Coventry, où sa famille adoptive s’installe alors qu’il a trois ans.
Après ses études secondaires et une période durant laquelle il est tour à tour employé chez Rolls Royce, élève d’une école de police, animateur touristique et vendeur dans une boutique de vêtements, il opte pour une carrière artistique et s’inscrit à la Coventry School of Drama.
À la fin des années 1970 et au début des années 1980, Coventry est un foyer musical très actif, où se forment de nombreux groupes. C’est dans l’un d’eux, The Reluctant Stereotypes, que Paul King fait ses débuts de chanteur, et compose ses premières chansons. Le groupe publie en 1980 un album, The Label, dans lequel se mêlent rock, jazz, reggae et ska. Malgré ce début prometteur, le groupe finit par se dissoudre fin 1981.
Vers la même époque, Paul King fait la connaissance de Perry Haines, l’une des figures  de la vie musicale londonienne : styliste, cofondateur de ID Magazine, il a également contribué à lancer le mouvement des Nouveaux Romantiques et travaillé avec Duran Duran.
Conseillé par Haines, devenu son manager, Paul King réunit les membres d’un nouveau groupe dont il sera le leader. Il recrute deux ex-membres de The Reluctant Stereotypes : Tony Wall (basse) et Colin Heanes (batterie, remplacé par la suite par Adrian Lillywhite), rejoints bientôt par le guitariste Jim « Jackal » Lantsberry et le pianiste Mick Roberts.
Le groupe se fait d’abord appeler « The Raw Screens », avant de devenir « King » en 1983, et de connaître un succès aussi foudroyant que bref entre 1984 et 1986. Il publie deux albums, généralement référencés comme appartenant au style new wave, qui reflètent les goûts musicaux éclectiques de Paul King et sont produits par Richard James Burgess : Steps in Time (1984) et Bittersweet (1985). Chaque album est certifié disque d’or dans les hits parades britanniques. King est surtout connu pour son hit Love and Pride (extrait de Steps in Time, et classé 24 semaines au hit parade), dans une moindre mesure pour Alone without you (en) (extrait de Bittersweet, et classé 8e dans le Hit-parade britannique en 1985), ainsi que pour son style excentrique, dont les éléments les plus notables sont les cheveux longs, les pantalons courts du chanteur, et des Dr. Martens passées au spray.
King ne résiste pas à la sur-médiatisation de son leader. En novembre 1986, Paul King annonce la dissolution du groupe et se tourne vers une carrière solo.
En 1987, il participe à l’enregistrement de Let it be, réalisé par le collectif Ferry Aid. Il publie cette même année l’album Joy, réalisé aux USA et produit par Dan Hartman. Le succès n’est pas au rendez-vous. Seul un single,
I know parvient à faire une percée modeste dans les hit parades britanniques. Le second, Follow my heart, échoue à se classer.
Paul King renonce alors peu à peu à sa carrière de musicien pour en démarrer une autre : il devient présentateur et VJ, tout d’abord  sur MTV, à partir de 1989, puis sur VH-1  à partir de 1994, date à laquelle il remonte brièvement sur scène et interprète le rôle principal de la pièce de théâtre « A Fake’s Progress ». Après avoir participé au concert donné sur VH-1 par le SAS Band, il se retire définitivement de la scène pour se consacrer à la télévision. On retient surtout, parmi les programmes qu’il a présentés, « 120 Minutes » et « Greatest hits », sur MTV, et les « infommercials » consacrés à la musique des années 1980 sur VH-1.
À partir de 1998, il se retire peu à peu des écrans, pour se consacrer  à la production d’émissions pour VH-1 et à l’écriture de musique pour différents documentaires.
En 2014, Paul King enregistre un titre avec le collectif milanais Reset!. Ce titre, "House of Love", paraît sur l'album "Future Madness" de Reset!

## Discographie

### Avec The Reluctant Stereotypes
- The Label (WEA, 1980)

### Avec King
- Steps in Time (CBS, 1984, réédité chez Cherry Red Records en 2010)
- Bittersweet (CBS, 1985, réédité chez Cherry Red Records en 2007)
- En 1998 sort chez Columbia The best of King, qui compile les principaux hits du groupe et I know.

### Solo
- Joy (CBS, 1987)